# Système de pesée en marche
 (décembre 2023).
La mise en forme du texte ne suit pas les recommandations de Wikipédia : il faut le « wikifier ».
Les points d'amélioration suivants sont les cas les plus fréquents. Le détail des points à revoir est peut-être précisé sur la page de discussion.
- Les titres sont pré-formatés par le logiciel. Ils ne sont ni en capitales, ni en gras.
- Le texte ne doit pas être écrit en capitales (les noms de famille non plus), ni en gras, ni en italique, ni en « petit »…
- Le gras n'est utilisé que pour surligner le titre de l'article dans l'introduction, une seule fois.
- L'italique est rarement utilisé : mots en langue étrangère, titres d'œuvres, noms de bateaux, etc.
- Les citations ne sont pas en italique mais en corps de texte normal. Elles sont entourées par des guillemets français : « et ».
- Les listes à puces sont à éviter, des paragraphes rédigés étant largement préférés. Les tableaux sont à réserver à la présentation de données structurées (résultats, etc.).
- Les appels de note de bas de page (petits chiffres en exposant, introduits par l'outil «  Source ») sont à placer entre la fin de phrase et le point final[comme ça].
- Les liens internes (vers d'autres articles de Wikipédia) sont à choisir avec parcimonie. Créez des liens vers des articles approfondissant le sujet. Les termes génériques sans rapport avec le sujet sont à éviter, ainsi que les répétitions de liens vers un même terme.
- Les liens externes sont à placer uniquement dans une section « Liens externes », à la fin de l'article. Ces liens sont à choisir avec parcimonie suivant les règles définies. Si un lien sert de source à l'article, son insertion dans le texte est à faire par les notes de bas de page.
- La présentation des références doit suivre les conventions bibliographiques. Il est recommandé d'utiliser les modèles {{Ouvrage}}, {{Chapitre}}, {{Article}}, {{Lien web}} et/ou {{Bibliographie}}. Le mode d'édition visuel peut mettre en forme automatiquement les références.
- Insérer une infobox (cadre d'informations à droite) n'est pas obligatoire pour parachever la mise en page.

Pour une aide détaillée, merci de consulter Aide:Wikification.
Si vous pensez que ces points ont été résolus, vous pouvez retirer ce bandeau et améliorer la mise en forme d'un autre article.
Le système de pesée en marche (SPM) désigne un nouveau concept de contrôle automatisé du poids et de la vitesse des véhicules de transports routiers de plus de 3,5 tonnes ou de plus de neuf places, expérimenté en France. 
Un système de pesée en marche des trains a également été mis au point, sur la base d'autres principes physiques (poutres métalliques directement instrumentées).

## Histoire

### « Pesée en marche » sur route
- 10 juillet 2007 : La CNIL, saisie par le ministère des Transports, de l'Équipement, du Tourisme et de la Mer émet un avis sur le projet de  nouveau dispositif dénommé « système de pesée en marche » (SPM). Dans les attendus émis par le ministère, ce nouveau dispositif a pour objectifs de sanctionner plus efficacement le non-respect du code de la route et d'améliorer la sécurité routière, de contrôler les entreprises utilisant ces véhicules afin d'éviter toute distorsion des lois de la concurrence et de réaliser des statistiques afin de permettre l'acquisition de connaissances précises de la composition générale du trafic et de ses principaux indicateurs. À cette fin, ces statistiques seront mises à la disposition des services de la Direction générale de la mer et des transports, des directions régionales de l'équipement ainsi que des concessionnaires sur les réseaux desquels une station de mesure aura été installée[1].
- 10 juin 2008 : le système SPM est créé à titre expérimental[2].
- 2 octobre 2009: arrêté du 2 octobre 2009 qui prolonge l'expérimentation jusqu'au 31 décembre 2010[3].

### Processus
Il devrait à terme être similaire à celui du contrôle-sanction automatisé des vitesses (cf Radar automatique en France#Processus), sans aboutir toutefois à l’émission de procès-verbaux de constatations d’infractions, mais à la réalisation de contrôles complémentaires :
- Des contrôles statiques des véhicules présumés en infraction, à la suite des alertes déclenchées lors du contrôle sur route via la direction régionale de l'écologie, de l'aménagement, du logement (DREAL);
- Des contrôles en entreprises pour lesquels les informations enregistrées par les stations de mesure seront prises en compte dans les plans régionaux de contrôle afin de déterminer les entreprises à contrôler prioritairement et les axes de ces contrôles. Dans ces cas-là, il existe une interconnexion avec le Fichier national des immatriculations (FNI) détenu par le ministère de l'intérieur pour déterminer l'identité du propriétaire du véhicule.

### Matériel
Le système comprend les trois éléments suivants :
- Le module de vitesse moyenne (MVM), composé de capteurs sous la chaussée liés à une caméra en bordure de chaussée et chargé de transmettre des données à l'équipement de pesée en marche situé en aval sur la chaussée ;
- L'équipement de pesée en marche (EPM), composé également de capteurs sous la chaussée liés à une caméra en bordure de chaussée, qui détermine grâce aux informations fournies par le MVM la vitesse moyenne du véhicule de transport routier sur le tronçon entre le MVM et l'EPM ainsi que d'autres caractéristiques du véhicule (poids, longueur...) ;
- Le module de réception de pesage statique (MRPS), dispositif homologué situé sur les aires de pesage, qui pèse les véhicules présumés en infraction par l'EPM et acheminés par les forces de l'ordre sur les aires de pesage.

### Base législative et réglementaire

#### Textes de base
- Loi no 2003-495 du 12 juin 2003[4] renforçant la lutte contre la violence routière.
- Décret no 2003-642 du 11 juillet 2003[5] portant application de certaines dispositions de la loi no 2003-495 du 12 juin 2003 renforçant la lutte contre la violence routière et modifiant notamment le code pénal, le code de procédure pénale et le code de la route.
- Délibération no 03-041 du 23 septembre 2003 de la Commission nationale de l'informatique et des libertés portant avis sur un projet d'arrêté interministériel portant création d'un dispositif expérimental visant à automatiser la constatation de certaines infractions routières et l'envoi de l'avis de contravention correspondant et sur un projet d'arrêté modifiant l'arrêté du 29 juin 1992 portant création du système national des permis de conduire.
- Arrêté du 27 octobre 2003[6] portant création du système de contrôle sanction automatisé.
- Décret no 76-1126 du 9 décembre 1976 portant statut particulier du personnel de contrôle de la direction des transports terrestres, modifié par le décret no 85-156 du 3 janvier 1985, le décret no 91-621 du 27 juin 1991 et le décret no 92-168 du 19 février 1992

#### Textes connexes
- Arrêté du 29 juin 1992 portant création du Système national des permis de conduire et le projet d'arrêté modificatif de cet arrêté.
- Arrêté du 20 janvier 1994 portant création du fichier national des immatriculations.
- Arrêté du 18 juillet 1994 portant création du traitement automatisé de suivi du recouvrement des amendes et des condamnations pécuniaires.
- Réglementation sur les instruments de mesure légaux : Décret no 2001-387 du 3 mai 2001 relatif au contrôle des instruments de mesure - Arrêté du 31 décembre 2001 fixant les modalités d’application de certaines dispositions du décret no 2001-387 du 3 mai 2001 relatif au contrôle des instruments de mesure - arrêté du 10 janvier 2006 relatif aux instruments de pesage à fonctionnement automatique, en service

## Pesage en marche de trains
Dans ce cas, c'est la voie ferrée elle-même, instrumentalisée par des capteurs précis, et sur une section reposant sur deux appuis qui sert d'outil de pesée via un signal électrique proportionnel à la masse de la charge (quelle que soit sa position sur la « poutre métallique ». Le poids est fourni avec une précision inférieure ou égale à 0,5 %.  
Récemment breveté (publication le 6 avril 2011), il a été mis au point par le service « instrumentation et détecteurs » du Centre d'études nucléaires de Bordeaux-Gradignan (et plus précisément par des chercheurs du CNRS et de l'université Bordeaux 1). Une première licence d'exploitation a été signée en 2011.
Le fait de ne pas avoir à peser le train wagon par wagon, est un gain de temps et permet une moindre usure pour les rails.
Cette technologie pourrait être adaptée aux mesures statiques ou dynamiques dans le domaine routier ou du levage. 